# Cape St. Claire
Cape St. Claire es un lugar designado por el censo ubicado en el condado de Anne Arundel en el estado estadounidense de Maryland. En el Censo de 2010 tenía una población de 8747 habitantes y una densidad poblacional de 1.336,46 personas por km².

## Geografía
Cape St. Claire se encuentra ubicado en las coordenadas 39°2′37″N 76°26′43″O / 39.04361, -76.44528. Según la Oficina del Censo de los Estados Unidos, Cape St. Claire tiene una superficie total de 6.54 km², de la cual 5.19 km² corresponden a tierra firme y (20.74%) 1.36 km² es agua.

## Demografía
Según el censo de 2010, había 8747 personas residiendo en Cape St. Claire. La densidad de población era de 1.336,46 hab./km². De los 8747 habitantes, Cape St. Claire estaba compuesto por el 90.75% blancos, el 4.32% eran afroamericanos, el 0.27% eran amerindios, el 1.59% eran asiáticos, el 0.03% eran isleños del Pacífico, el 0.62% eran de otras razas y el 2.41% pertenecían a dos o más razas. Del total de la población el 4.49% eran hispanos o latinos de cualquier raza.